# Territori de Papua

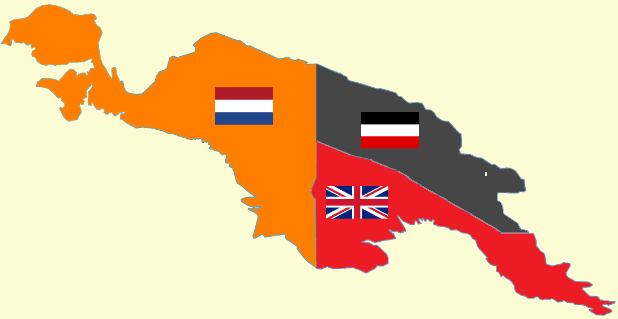
En vermell el Territori de Papua, en gris la Nova Guinea alemanya i en color taronja les possessions neerlandeses

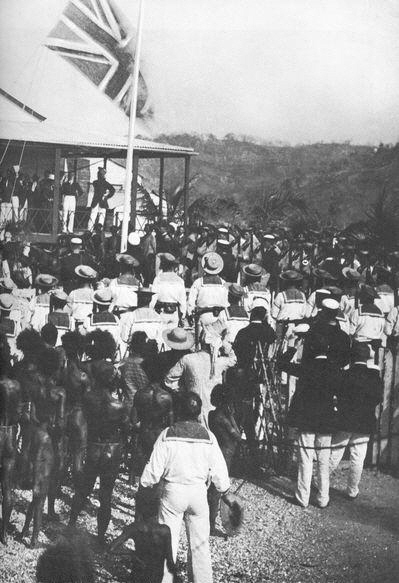
Bandera británica issada el 1883 quan Queensland va annexar la part sud de Nova Guinea.

El Territori de Papua comprenia la quarta part sud-oriental de l'illa de Nova Guinea des de 1883 a 1949. Va esdevenir un protectorat britànic l'any 1884, i quatre anys després va ser annexat a l'Imperi Britànic sota el nom de Nova Guinea Britànica. Va restar sota la jurisdicció australiana l'any 1906, i el 1949 va ser unida al territori de l'antiga Nova Guinea Alemanya El territori combinat d'Austràlia el 1975 va rebre el nom de Papua Nova Guinea. El Territori de Papua representava la meitat del país i contenia la seva capital, Port Moresby.
La part nord de la moderna Papua Nova Guinea, coneguda com a Kaiser-Wilhelmsland i part de la colònia de la Nova Guinea Alemanya, estaven sota control comercial alemany des de 1884 i va passar a estar directament regida pel govern alemany el 1899.
Tota l'illa de Nova Guinea va ser ocupada pels japonesos durant la Segona Guerra Mundial 